# Kyryło Petrow
Kyryło Wałentynowycz Petrow (ukr. Кирилo Валентинович Петров, ur. 22 czerwca 1990 w Kijowie) – ukraiński piłkarz, grający na pozycji środkowego obrońcy lub defensywnego pomocnika. Jest synem Jurija Petrowa.

## Kariera piłkarska

### Kariera klubowa
Wychowanek Szkoły Piłkarskiej Dynama Kijów. Występował w juniorskich mistrzostwach Ukrainy (DJuFL) w Dynamo Kijów (2003-2007). Karierę piłkarską rozpoczął 5 kwietnia 2007 w drugiej drużynie Dynama. 9 maja 2010 debiutował w Premier-lidze w meczu z Metałurhiem Zaporoże. Latem 2010 został wypożyczony do Krywbasa Krzywy Róg. W styczniu 2013 został wypożyczony do Howerły Użhorod. W czerwcu 2013 przeszedł do Arsenału Kijów. 25 lutego 2014 podpisał półroczny kontrakt z Koroną Kielce. Podczas przerwy zimowej sezonu 2014/15 przeszedł do Ordabasy Szymkent. Na początku stycznia 2016 opuścił kazachski klub. 20 lutego 2016 podpisał kontrakt z Olimpikiem Donieck. 5 stycznia 2017 przeszedł do Neftçi PFK. 16 stycznia 2020 zasilił skład Kołosu Kowaliwka.

### Kariera reprezentacyjna
Występował w juniorskich reprezentacjach Ukrainy różnych kategorii wiekowych. Z reprezentacją Ukrainy U-19 zdobył mistrzostwo kontynentu. Jest kapitanem drużyny. Od 2009 jest zawodnikiem młodzieżówki.

## Sukcesy i odznaczenia

### Sukcesy reprezentacyjne
- mistrz Europy U-19: 2009

### Odznaczenia
- najlepszy piłkarz Mistrzostw Europy U-19: 2009